# 纽约理工学院
纽约科技學院（New York Institute of Technology，简称NYIT）是一所主校区位于美国纽约市的私立教育機構。其历史可以追溯到1910年建校的前身纽约技术学校。 2021年该校被《美国新闻与世界报道》排在美国北部地区第34位。

## 校区

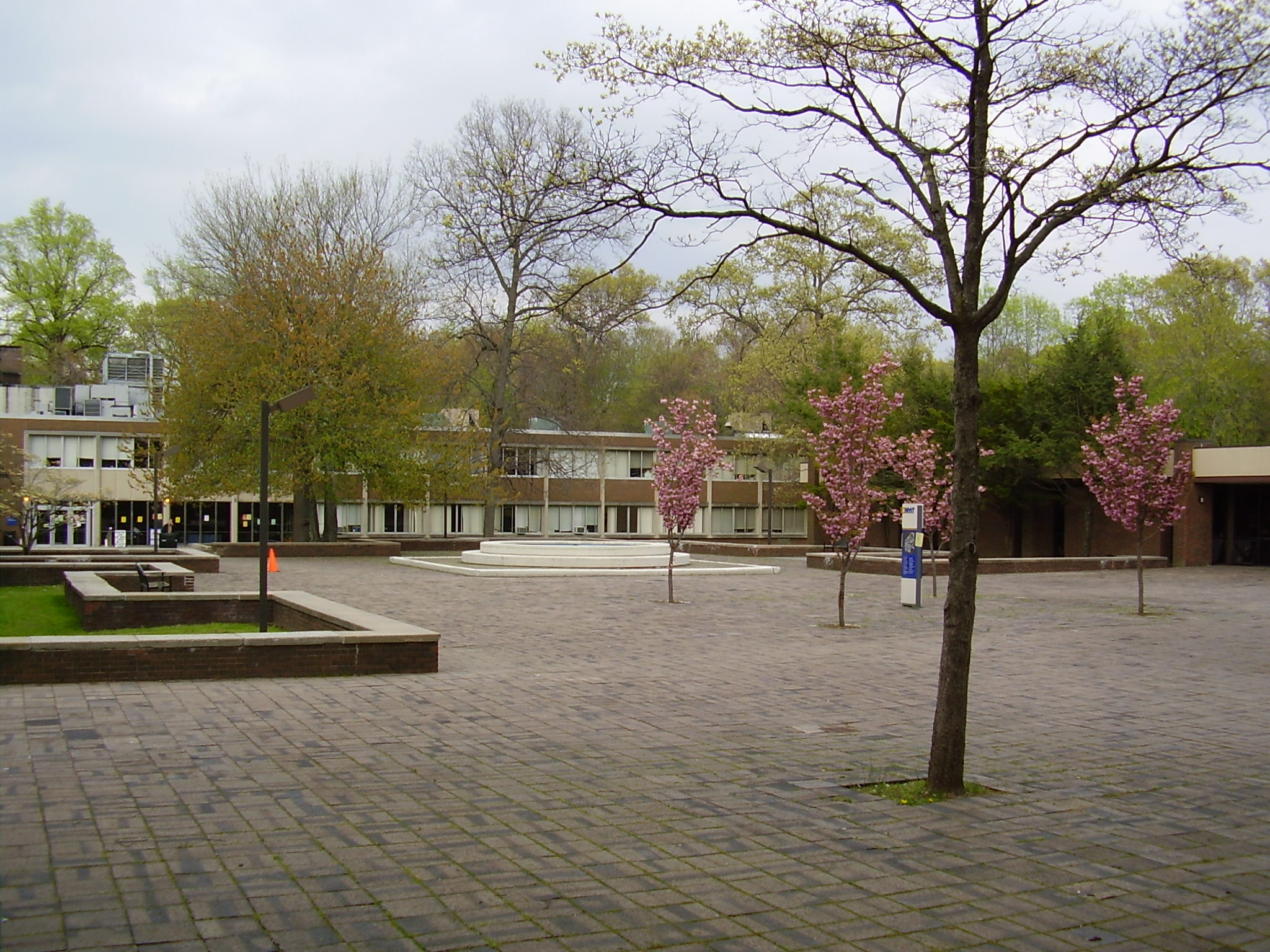
舊韋斯特伯里校区内的方庭（Academic Quad）

该校校区分布世界各处。其中纽约州在舊韋斯特伯里、纽约市曼哈顿和中伊斯力普。此外在阿布扎比、南京和溫哥華也有授課點。

## 院系设置
- 建筑设计学院
- 教育学院
- 工程与计算机学院
- 保健学院
- 管理学院
- 人文科学学院
- 骨科医学院

## 外部連結
- New York Institute of Technology Web site （页面存档备份，存于）
- NYIT College of Osteopathic Medicine （页面存档备份，存于）
- NYIT Athletics （页面存档备份，存于）
- NYIT Magazine （页面存档备份，存于）
- WNYT Radio （页面存档备份，存于）
- 互联网电影数据库上New York Institute of Technology的资料（英文）

40°46′11″N 73°58′57″W / 40.769719°N 73.98247°W